# Ascalohybris oberthuri
Ascalohybris oberthuri is een insect uit de familie van de vlinderhaften (Ascalaphidae), die tot de orde netvleugeligen (Neuroptera) behoort. 
Ascalohybris oberthuri is voor het eerst wetenschappelijk beschreven door Navás in 1923.